# Pedro Taduran
Pedro Taduran est un boxeur philippin né le 29 octobre 1996 à Libon.

## Carrière
Passé professionnel en 2015, il remporte le titre vacant de champion du monde des poids pailles IBF le 7 septembre 2019 en battant par abandon au 4e round Samuel Salva. Taduran fait ensuite match nul contre Daniel Valladares le 1er février 2020 puis perd aux points contre son compatriote Rene Mark Cuarto le 27 février 2021 ainsi que lors du combat revanche le 6 février 2022. 
Il parvient toutefois à remporter une seconde fois la ceinture IBF des poids pailles le 28 juillet 2024 en battant Ginjiro Shigeoka par arrêt de l’arbitre au 9e round. Taduran conserve son titre aux points le 24 mai 2025 à Osaka lors du combat revanche contre Shigeoka.

## Référence
1. ↑  (en) Pedro Taduran vs. Samuel Salva (boxrec.com)